# William Sanders
William Sanders (n. 28 aprilie 1942, Arkansas, SUA – d. 29 iunie 2017) a fost un scriitor american de ficțiune speculativă, în primul rând de ficțiune scurtă. El a fost editorul principal al revistei de literatură științifico-fantastică online Helix SF.

## Biografie
Sanders a scris mai multe romane, printre care Journey to Fusang (1988), The Wild Blue and the Grey (1991) și The Ballad of Billy Badass & the Rose of Turkestan (1999). Primele două sunt istorii alternative, cu un umor cu scenariu răsucit, în timp ce ultimul este un roman fantastic.
William Sanders a scris, de asemenea, un număr de romane de mister, inclusiv o serie western cu scriitorul Taggart Roper începând cu The Next Victim (Sf . Martin Press 1993), precum și romane comercializate de către editură ca fiind de acțiune / de aventură, începând cu Hardball (Berkley Jove 1992). Într-o postfață a autorului a povestirii sale "Ninekiller and the Neterw", inclusă în colecția dedicată lui Roger Zelazny, Lord of the Fantastic, Sanders îi acordă credit lui Zelazny pentru că ultimul i-a spus să revină la scrierea sa SF/F cu teme amerindiene. 
Cea mai antologată și mai bine cunoscută opera a sa este "The Undiscovered", o istorie alternativă în care William Shakespeare este transportat în Virginia și scrie Hamlet pentru tribul cherokee. Povestea a câștigat premiul Sidewise pentru istorie alternativă în 1997. Sanders a câștigat un al doilea premiu Sidewise pentru povestea sa Empire în 2002. Sanders a spus că el consideră că cea mai bună povestire a sa este Scheletul (în engleză: Dry Bones).
Un specialist al detaliilor și al acurateței, Sanders a studiat istoria, ceea ce a condus la publicarea în 2003 a Conquest: Hernando de Soto and the Indians, 1539-1543, o carte începută cu aproximativ două decenii mai devreme. 
Ca scriitor e non-ficțiune, el a scris numeroase articole despre artele marțiale și sporturile în aer liber, precum și cărți despre curse de biciclete, caiace și rucsaci. Ca Sundown Slim a scris o coloană de umor foarte amuzantă pentru Competitive Cycling, o revistă de biciclete de la mijlocul anilor 1970. De asemenea, a contribuit la revista Bike World în aceeași perioadă. 
Din 2006 până la ultimul număr din 2008, Sanders a fost editorul revistei trimestriale online Helix SF. În acest timp, el a scris o scrisoare de respingere în care i-a numit pe teroriștii musulmani drept "capete de rahat", "creiere de viermi" și "incapabili de onestitate". Sanders a negat mai târziu că se referea la musulmani în ansamblu  dar controversa a făcut ca în cele din urmă mai mulți autori să-și retragă povestirile din arhivele Helix, după ce au aflat că Sanders i-a oferit această opțiune lui Nora K. Jemisin. Domeniul pe internet al revistei nu mai există.
Sanders și soția sa au locuit în Tahlequah, Oklahoma. Sanders a murit după o boală prelungită pe 29 iunie 2017.